# Ministerverantwortlichkeit

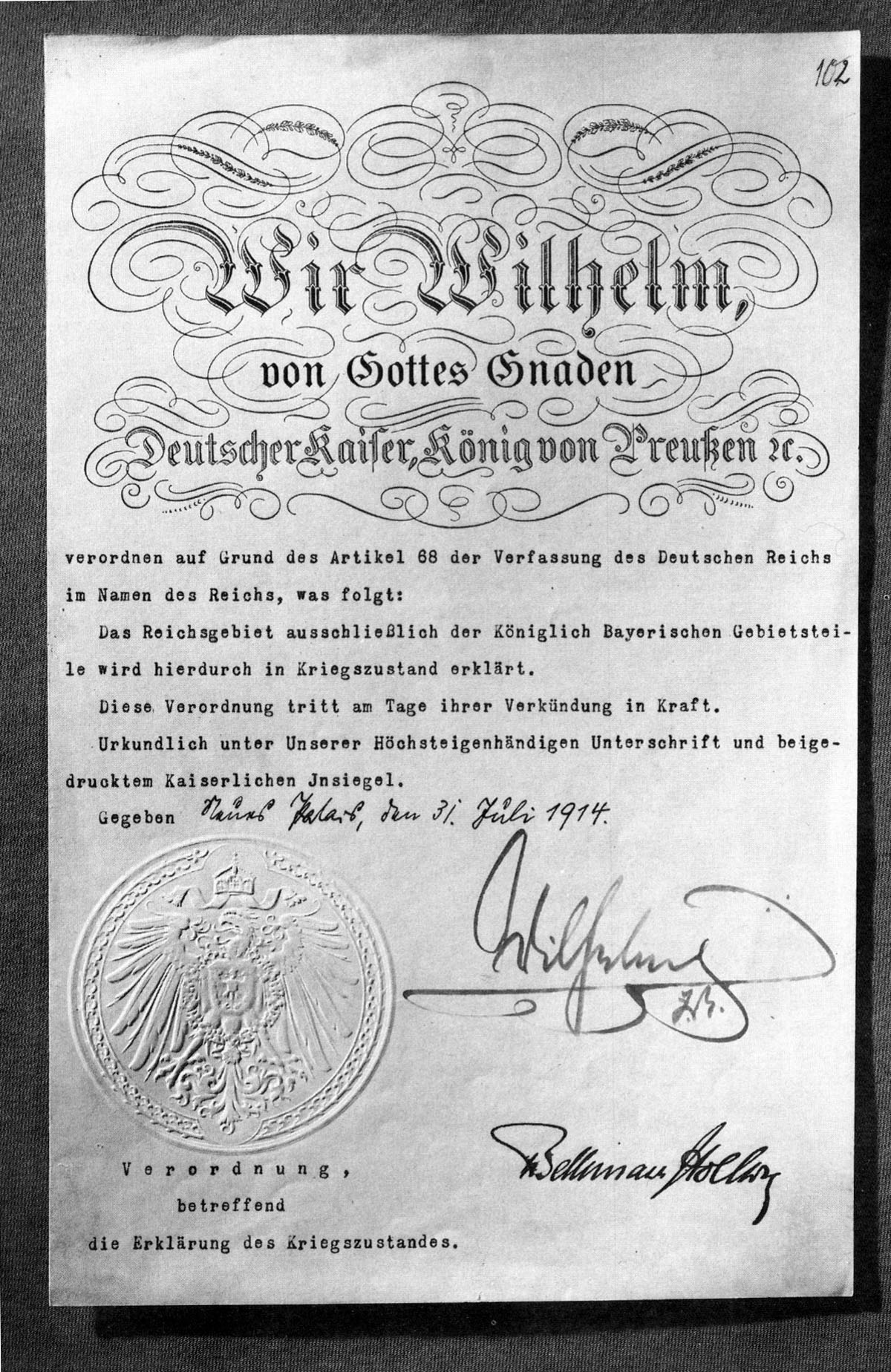
Erklärung des Kriegszustands 1914, unterzeichnet vom Kaiser mit Gegenzeichnung des Reichskanzlers

Unter dem Begriff Ministerverantwortlichkeit (auch: ministerliche oder ministerielle Verantwortlichkeit) wird diskutiert und geregelt, in welcher Beziehung ein Minister zum Monarchen, zum Gesetz bzw. zur Volksvertretung steht. Der Begriff gehört in die Zeit des Konstitutionalismus vor allem im 19. Jahrhundert; es wurde versucht, das monarchische Prinzip mit der modernen Repräsentativverfassung zu versöhnen. Einerseits galt der Monarch als unverletzlich und konnte für seine Handlungen nicht belangt werden, andererseits sollte die Macht seiner Regierung unter Aufsicht der Volksvertretung beschränkt werden.
Das (historische) Staatsrecht unterscheidet verschiedene Formen der Ministerverantwortung, vor allem die juristische (strafrechtliche) von der parlamentarischen (politischen). Bei der ersten geht es in erster Linie darum, ob ein Minister wegen Gesetzesbrüchen von einem Gericht verurteilt werden kann, und bei der zweiten darum, ob die Volksvertretung Einfluss auf die Tätigkeit des Ministers nehmen konnte.
Je nach Land und Epoche gibt es wiederum große Unterschiede, was mit der Ministerverantwortlichkeit genau gemeint ist und wie sie in der Realität umgesetzt wird. Die Frage der ministerlichen Verantwortlichkeit stellt sich auch in parlamentarischen Demokratien; dort kann die Volksvertretung dafür sorgen, dass ein Minister ausgewechselt wird, sowohl bei juristischen Fehltritten, bei persönlichem Fehlverhalten als auch wegen unterschiedlicher politischen Auffassungen. Das gesamte Regierungshandeln untersteht der parlamentarischen Kontrolle, dieser modernere Begriff ist also umfassender als die traditionelle Ministerverantwortlichkeit.

## Ausgangslage
In den europäischen Monarchien vor etwa 1800 wurde die Exekutive ausschließlich durch den Monarchen bestimmt. Der Monarch entschied, wen er in die Regierung berief und was die Regierungsmitglieder tun durften. Diese Regierungsmitglieder waren die Minister, was ursprünglich „Diener“ bedeutete. Später wurde deren Zusammenarbeit als Kabinett formeller geregelt, man sprach auch vom „Ministerium“ oder „Ministerrat“ und meinte damit alle Minister. Neben ihnen gehörte der Monarch ebenfalls zur Regierung.
In vormoderner Zeit hatten Minister mehr Handlungsfreiheit, doch in kritischen Situationen schwebten sie in Gefahr, dass der Monarch sie hinrichtete oder auch Vermögen und Leben der gesamten Familie nahm. Es wurde kein Unterschied gemacht zwischen politischen Fehlern, Vergehen gegen die Verfassung und Vergehen als Privatperson.
In den Jahren um 1800, also vor, während und nach der Französischen Revolution, stritt man über die Rolle des Volkes im Staat. Auch wenn man noch nicht von der Volkssouveränität ausging, so sollte doch nach Meinung der Liberalen und auch gemäßigter Konservativer eine Verfassung (Konstitution) existieren. Das Volk, genauer gesagt die Reichen bzw. Gebildeten, sollte laut einer Repräsentativverfassung eine Volksvertretung wählen dürfen, also ein Parlament. Je nach Land hatte die Volksvertretung mehr oder weniger Einfluss auf die Gesetzgebung und den Staatshaushalt.
Hieraus ergab sich ein Problem: Der Monarch war seit dem Absolutismus „unverletzlich“ oder unverantwortlich, er konnte kein Unrecht begehen. Man konnte ihn also nicht vor Gericht für seine Handlungen zur Verantwortung ziehen. Daher hatte die monarchische Regierung noch große Macht, selbst wenn es bereits eine Verfassung gab.
Die Ministerverantwortlichkeit war ein Mittel, um das Prinzip des unverletzlichen Monarchen mit dem Prinzip des Konstitutionalismus zu versöhnen. Demnach wurden die Handlungen des Monarchen durch den zuständigen Minister gegengezeichnet. Durch dieses „Contraseign“ übernahm der Minister die Verantwortung für die Handlung. Verstieß der Minister gegen geltendes Recht, konnte er dafür belangt werden, während der Monarch unverletzlich blieb.

## Juristische Ministerverantwortlichkeit
Als strafrechtliche oder juristische Ministerverantwortlichkeit bezeichnete man es, dass ein Amtsträger nach Strafrecht oder bürgerlichem Recht die Verantwortung dafür trug, wenn er sein Amt in einem konkreten Fall fehlerhaft, vielleicht sogar schuldhaft ausübte. Dabei blieben politische oder moralische Überlegungen noch unberücksichtigt.
Ihren eigentlichen Sinn hatte diese juristische Ministerverantwortlichkeit erst, wenn der Minister tatsächlich eine Ministeranklage und deren Folgen fürchten musste. Die genauen Regeln dazu hingen vom jeweiligen Land ab; manche Verfassungen sahen die Ministeranklage nur für Verfassungsbrüche oder bestimmte Verfassungsbrüche vor, andere auch für sonstige Gesetzesbrüche, andere wiederum für Bestechlichkeit oder Verrat.
Die juristische Ministerverantwortlichkeit stärkte indirekt die Stellung der Minister. Der Monarch durfte sie zwar immer noch entlassen, sie konnten sich aber ihm gegenüber auf ihre Verantwortung berufen; sie waren keine rein ausführenden Diener mehr. Adolf Samuely drückte diesen Gedanken 1869 so aus:
„Auf der anderen Seite sei es ebenso natürlich, den verantwortlichen Ministern die selbstständige und unabhängige Ausübung der Exekutive zu übertragen, weil es allen Principien der Gerechtigkeit und Billigkeit widerstreiten würde, ein passives Werkzeug verantwortlich zu machen, während man das eigentlich active Organ, den befehlenden Souverän, für irresponsabel erklären müßte. Die Minister erscheinen nach dieser Theorie als die selbständigen Träger der Executive, als die in ihrer Sphäre unabhängigen Repräsentanten des Königs, welchem nur, entsprechend seinem Rechte zur Auflösung der Volksvertretung, das Recht zusteht, die Organe der Executive nach Belieben zu entlassen.“
Die neue Bedeutung der Minister rührte auch daher, dass die Verwaltungen ausgebaut wurden. Nach diesen Teilmodernisierungen gab es einen erhöhten Bedarf an Koordination der Hierarchie-Ebenen, die Kommunikationsmöglichkeiten der alten Kollegien fehlten. Zentrale Macht erhielten Fachminister, die unter einem Ministerpräsidenten einem Ministerrat angehörten. Nicht mehr die persönliche Nähe zum Monarchen, anders als im Günstlingssystem, war ausschlaggebend, sondern das Recht anwesend zu sein, wenn die Fachminister dem Monarchen vortrugen.

## Politische Ministerverantwortlichkeit
Wesentlich komplizierter und weniger klar geregelt ist die politische Verantwortung der Minister. Gemeint ist damit diejenige, die von der Volksvertretung kontrolliert wird, daher spricht man auch von der parlamentarischen Ministerverantwortlichkeit. Es geht darum, welche Mittel die Verfassung oder die Praxis dem Parlament an die Hand gibt, um Kontrolle auszuüben, Auskünfte zu erhalten oder gar Einfluss auf die Entlassung eines Ministers zu nehmen.
Gängige Kontrollmittel in der Geschichte des Konstitutionalismus waren:
- Ein Zitierrecht, mit dem die Volksvertretung einen Minister verpflichten konnte, im Parlament aufzutreten.
- Mitgemeint ist dabei die Pflicht des Ministers, erwünschte Auskünfte zu erteilen.
- Das Recht der Volksvertretung, einen Untersuchungsausschuss einzurichten.
- Ein regelrechtes Misstrauensvotum, in dem das Parlament den Rücktritt eines Ministers verlangte, war noch eher unüblich. In der Regel handelte es sich höchstens um eine Meinungsäußerung des Parlamentes, nicht um einen Staatsakt, der direkt den Rücktritt eines Ministers erzwungen hätte.

## Einzelne Länder

### Belgien

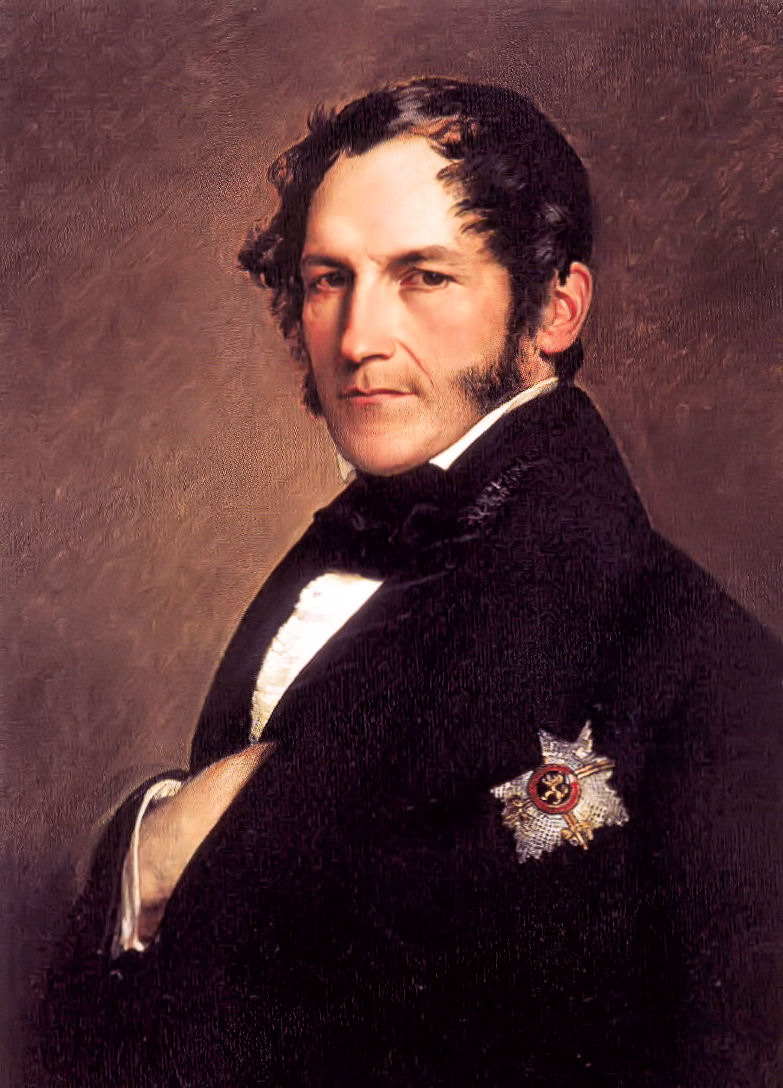
Leopold I., König der Belgier (im Amt 1831–1865)

Bereits in der belgischen Verfassung von 1831 findet sich die Feststellung, dass die Person des Königs unverletzlich ist und seine Minister verantwortlich sind (Art. 63, heute 88). Der König kann niemals für ein Vergehen verfolgt oder verurteilt werden, weder strafrechtlich, zivilrechtlich noch politisch. Minister oder Abgeordnete dürfen das politische Auftreten und das Handeln des Königs als Oberhaupt der Exekutive nicht in der Öffentlichkeit besprechen, kritisieren oder beurteilen.
Anderen Artikeln der Verfassung zufolge (die teilweise wesentlich jünger sind) kann der König wegen der Unverletzlichkeit nicht allein handeln; die Minister sind gegenüber der Kammer verantwortlich und können angezeigt werden. Sie können nicht ihrer Verantwortung entgehen, indem sie sich etwa auf den König berufen. Der König ernennt die Minister durch königliche Verordnung, wobei die Ernennung eines einzelnen Ministers vom Premier mitunterzeichnet wird. Minister werden auf eigenen Wunsch oder auf Wunsch des Premiers entlassen. Seit 1993 schreibt die Verfassung (Art. 96) fest, dass der König die Regierung entlassen muss, wenn eine absolute Mehrheit in der Kammer dies durch ein Misstrauensvotum fordert. Gleichzeitig trägt ein solches Misstrauensvotum dem König einen neuen Premier vor.

### Deutschland
Eine Ministerverantwortlichkeit findet sich bereits in den frühen Verfassungen Süddeutschlands (ab 1808). Allerdings blieb auch dort wenig geregelt, wie sie konkret wirksam werden sollte. Eine eigentliche, nämlich politisch-parlamentarische Ministerverantwortlichkeit sahen erst die Verfassungsordnungen der Frankfurter Nationalversammlung 1848/1849 vor, indem das Parlament einen Minister anklagen konnte, auch aus politischen Gründen.
Im Norddeutschen Bund und im Deutschen Kaiserreich (1867–1918) besagte die Verfassung nur, dass der Bundeskanzler bzw. Reichskanzler „verantwortlich“ sei. Es fehlte eine Bestimmung, wem gegenüber, und wie ein Regierungsmitglied zur Verantwortung gezogen werden konnte. Allerdings fehlten solche Bestimmungen auch in anderen Verfassungen von konstitutionellen Monarchien der damaligen Zeit. Die Durchsetzung der parlamentarischen Regierungsweise, bei der das Parlament letztlich über die Zusammensetzung der Regierung entscheidet, hing nicht so sehr vom Verfassungstext als von der Verfassungswirklichkeit ab.
Erst 1917 setzte sich die parlamentarische Ministerverantwortlichkeit in Deutschland durch, und im Oktober 1918 wurde sie auch durch die Oktoberreformen formell in der Verfassung festgeschrieben. Ähnlich war das System in der Weimarer Republik (1919–1933): Das Staatsoberhaupt setzte die Regierung ein, aber bei fehlendem Vertrauen im Reichstag mussten die Minister zurücktreten. In der Bundesrepublik Deutschland (ab 1949) wird der Regierungschef (und damit die Minister) vom Parlament gewählt und durch einen Nachfolger ersetzt.

### England bzw. Großbritannien
Beim Wechsel von Jakob II. zu Wilhelm III. (1689) setzte das Parlament in London die Bill of Rights durch. Anders als in der amerikanischen Verfassungsgeschichte ist damit nicht eine Liste der Rechte von Bürgern gemeint, sondern des Parlamentes gegenüber der königlichen Regierung. Sie machte das Regierungshandeln vor allem in finanziellen Fragen abhängig vom Parlament. Der König verdankte seinen Titel dem Parlament, die Monarchie wurde parlamentarisch und konstitutionell. Der Souverän wurde zum Souverän-im-Parlament.
Allerdings gehörte zu den noch immer umfangreichen Vorrechten des Königs die Ernennung und Entlassung von Ministern. Um die königliche Politik auszuführen, mussten die Minister aber politisches Einfluss-Management betreiben, da es einen Rahmen von konstitutionellen Regeln einzuhalten galt. Im Laufe des 18. Jahrhunderts, zur Zeit des Hauses Hannover, verwandelte sich die einstige königliche Macht in bloßen Einfluss. Wer Minister werden wollte, konnte von der Unterstützung des Königs profitieren, diese war aber weder ausreichend noch notwendig. Wichtig war die Unterstützung des Unterhauses.

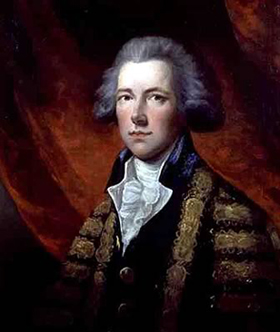
William Pitt der Jüngere, 1784 als britischer Premierminister

Trotzdem galten Minister bis zum Ende des 18. Jahrhunderts nur als Berater. Hatte der König einen Entschluss gefasst, musste ein Minister diesem folgen. Nachdem Georg III. den jüngeren Pitt zum Premier ernennen musste, unterlag der König im darauffolgenden Machtkampf: Nach einer Parlamentsauflösung errang Pitt einen Wahlerfolg, der als Absage der Wähler gegen den Kurs des Königs verstanden werden konnte. Georg III. behielt Pitt im Amt, da es sonst wohl zu einem Premier gekommen wäre, den er noch mehr fürchtete. Das Regierungssystem in dieser Zeit ist weniger in Begriffen einer modernen Kabinettsregierung, sondern als eine Partnerschaft zwischen dem König und dem von ihm berufenen Premier zu sehen. Im weitesten Sinne waren sie dem Parlament und der Wählerschaft gegenüber verantwortlich, die allerdings beide auch unter dem Einfluss des Königs standen (unter anderem durch Wählerbestechung).
Seit 1717 nahm der König immer seltener an Kabinettssitzungen teil, seit 1837 gar nicht mehr. Sein Platz wurde von einem Minister eingenommen, der später als Premierminister galt. Dieser, und weniger der König, begann die Grundlinien der Politik zu bestimmen. Folglich sollte nicht mehr der König für die Politik verantwortlich gemacht werden. Palmerston drückte es 1859 so aus:

„Es ist der Grundsatz der Britischen Verfassung, dass der Souverän nichts Falsches tun kann, aber das heißt nicht, dass die königliche Autorität nichts Falsches tun könne; es bedeutet, dass wenn etwas Falsches getan wurde, der Staatsdiener für die falsche Handlung zur Verantwortung gezogen werden muss, der den Rat zu der Handlung gegeben hat.“

Häufig wird angenommen, dass England bereits seit dem 18. Jahrhundert eine parlamentarische Regierung gehabt habe. Doch die Behauptung des Journalisten Walter Bagehot, dass der König keine Macht mehr habe und nur der Regierung Ratschläge mitgeben könne, war Mitte des 19. Jahrhunderts noch ein politisch-philosophisches Idealbild. Von einer parlamentarischen Mehrheit abhängig wurden die Kabinette erst zwischen dem ersten und dem zweiten Reform Act (1832–1867), und erst im 20. Jahrhundert überließ der König in der Praxis alle Regierungshandlungen den Ministern. Die Entwicklung der Ministerverantwortlichkeit war also eine sehr allmähliche.

### Frankreich
In der Französischen Revolution ab 1789 bestimmte bereits die Erklärung der Menschen- und Bürgerrechte, dass die Gesellschaft von öffentlichen Beamten Rechenschaft über ihre Amtsausübung verlangen konnte (Art. 15). Die verfassungsgebende Versammlung folgte allerdings der Auffassung von Montesquieu, dass im Sinne der Gewaltenteilung die Ministerverantwortlichkeit nur ein Ausgleich für die fehlende Verantwortlichkeit des Königs sei. Daher sah die Verfassung von 1791 nur eine strafrechtliche, keine politische (parlamentarische) Verantwortlichkeit vor. Das Parlament hatte keine Befugnisse gegenüber und durfte lediglich beschließen, ob ein Minister vor dem Staatsgerichtshof anzuklagen sei. Gründe konnten Rechtsverletzungen und die Verschwendung von Geldern sein. Die (nicht in Kraft getretene) Verfassung von 1793 kannte ein Zitierrecht.
In der Praxis blieben auch in nachfolgenden Verfassungen die Minister nur dem König oder später Napoleon gegenüber verantwortlich. Im erneuerten Königreich ab 1814 bemühte das Parlament sich, beispielsweise über das Budgetrecht Rechenschaftsberichte der Regierung zu verlangen und so Kontrolle auszuüben. Es kam zu Untersuchungsausschüssen, und seit 1831 gestand man der Nationalversammlung ein Interpellationsrecht zu. Die Regierung verweigerte aber oft Antworten unter Bezugnahme auf Interessen der Geheimhaltung. Es blieb die Ausnahme, dass Minister wegen einer Initiative des Parlaments zurücktragen.
Napoleons Verfassung vom Januar 1852 schnitt das Regierungssystem ganz auf den Staatschef zu. Verantwortlich waren die Minister nur ihm gegenüber, einen gesonderten Regierungschef gab es nicht, das Parlament konnte den Ministern keine Fragen stellen und diese nicht kontrollieren.
Erst nach dem Sturz Napoleons 1870 sah die Loi Rivet von 1871 eine Verantwortlichkeit der Minister vor dem Parlament vor. Trotzdem fehlten immer noch genaue Regeln, wie die Verantwortlichkeit in der Praxis erzwungen werden konnte. Die Verfassung von 1875 war dann die erste, die die parlamentarische Verantwortlichkeit ausdrücklich festschrieb. Der Umfang der Verantwortlichkeit wuchs, das Parlament machte die Minister auch für Handlungen von Untergebenen und Akte des Präsidenten, die sie gegenzeichnet hatten, verantwortlich. Es kam vor allem nach 1879 zu mehr parlamentarischen Interventionen. Als weniger wirkungsvoll erwies sich das seit 1869 bestehende Interpellationsrecht, das vor allem für lokale und individuelle Probleme angewandt wurde. Parlamentarische Untersuchungsausschüsse waren ein häufig verwendetes Kontrollmittel.
Der autoritäre Staat unter Marschall Pétain, das Vichy-Regime, machte die Minister wieder nur dem Staatschef gegenüber verantwortlich. Paradoxerweise, so Wuttke, wurde gerade jetzt das Misstrauensvotum des Parlaments offiziell eingeführt. Allerdings durfte der Staatschef nach einem erfolgreichen Misstrauensvotum das Parlament auflösen, und im autoritären Staat waren die Regelungen sowieso eher etwas für die Theorie. Die Verfassung von 1946 führte die parlamentarische Ministerverantwortlichkeit wieder ein und behielt das Misstrauensvotum bei.

### Niederlande

#### Historische Entwicklung
Nach der napoleonischen Zeit wurde das Königreich der Niederlande gegründet. König Wilhelm I. regierte von Gottes Gnaden, nach Art eines aufgeklärten Despoten, wozu die damalige Verfassung ihm die Gelegenheit gab. Er war dennoch kein absoluter Monarch, denn die Verfassung, auf die er einen Eid schwor, band ihn an das Recht. Für einige Staatstätigkeiten musste es ein formelles Gesetz geben, und ein Gesetz bedurfte der Zustimmung des Königs sowie beider Kammern des Parlaments. Vor allem ging es um Steuern, den auf zehn Jahre bewilligten allgemeinen Haushalt und Bestimmungen in Straf- und Zivilrecht. Ansonsten regierte Wilhelm aufgrund von königlichen Verordnungen; überhaupt waren Außen- und Verteidigungspolitik das Terrain des Königs allein.
Der König konnte die Minister nach eigenem Ermessen ernennen und entlassen, die nur ihm verantwortlich waren; die Kammern durften den König nicht für seine Politik zur Verantwortung rufen. Das Prinzip, dass der König unverletzlich sei, war für so selbstverständlich gehalten worden, dass man es nicht einmal in die Verfassung aufgenommen hatte.
Für eine Ministerverantwortlichkeit setzten sich vor allem Abgeordnete aus dem späteren Belgien ein, die von französischen Autoren beeinflusst worden waren. Da sie sich als Südniederländer schlechter behandelt fühlten als die Nordniederländer, wollten sie durch die Ministerverantwortlichkeit die Regierung kontrollieren. 1829 setzten sie ihre Forderung sogar auf die Tagesordnung der Kammer, aber der König weigerte sich – sogar noch nach dem Aufstand 1830, der zur Abspaltung Belgiens führen sollte. Erst nach Anerkennung der Abspaltung konnten Abgeordnete, Minister und Größen der Finanzwelt den König zum Umsteuern zwingen.

#### Verfassungsänderungen 1840 und 1848

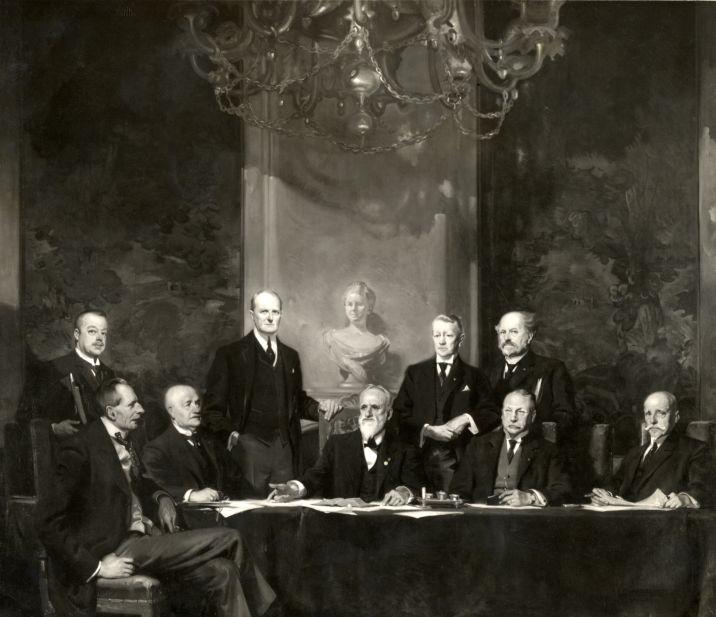
Das Kabinett Cort van der Linden (1913–1918) mit einer Büste von Königin Wilhelmina

Im Jahre 1840 wurden zwei bedeutende Verfassungsänderungen durchgesetzt, die Wilhelm zum Anlass für seine Abdankung nahm. Die eingeführte strafrechtliche Ministerverantwortlichkeit (Art. 75) besagte, dass Minister strafrechtlich verantwortlich waren für Verfassungs- oder Gesetzesbrüche. Betroffen waren die eigenen Handlungen der Minister sowie ihr Mitwirken an der Ausführung einer königlichen Verordnung. Art. 76 (heutiger Art. 47) besagte, dass eine königliche Verordnung (besluit) von einem Minister mitunterzeichnet werden musste (contraseign). Daraus war die Mitwirkung ersichtlich.
Bei der großen Verfassungsrevision 1983 wurde Art. 75 mit der strafrechtlichen Verantwortlichkeit abgeschafft. An seiner Stelle kam in Art. 119 nur eine Regelung zum Amtsmissbrauch (unter anderem von Ministern). Um Amtsmissbrauch ging es aber bei der strafrechtlichen Verantwortlichkeit 1840 nicht, da dieser sowieso zu ahnden war, sondern um Regierungshandeln, das Verfassung oder Gesetze verletzt. In den über hundert Jahren der Existenz dieses Artikels gab es nie eine entsprechende Ministeranklage. Eine Erklärung dafür ist die Konsenshaltung in den Niederlanden, die einen angreifbaren Minister noch bis zur nächsten Wahl toleriert habe, eine andere der Charakter der Ministerverantwortlichkeit, die auch in anderen Ländern mehr eine politische sei.
Im europäischen Revolutionsjahr 1848 akzeptierte Wilhelm II. dann Verfassungsänderungen, die noch viel weiter gingen. In Bezug auf den König nannte nun Art. 53 (jetzt Art. 42 Abschnitt 2) den König „unverletzlich“ und die Minister „verantwortlich“. Das Parlament erhielt (Art. 89, jetzt Art. 68) ein Recht auf Auskünfte. Stärker wurde das Parlament auch dadurch, dass der König nicht mehr die Mitglieder der Ersten Kammer ernannte. In den folgenden Jahrzehnten setzte es sich durch, dass das Parlament de facto über die Regierungsmitglieder entscheidet, auch wenn die Verfassung de iure noch den Monarchen die Minister ernennen und entlassen ließ.

#### Modernes Staatsrecht

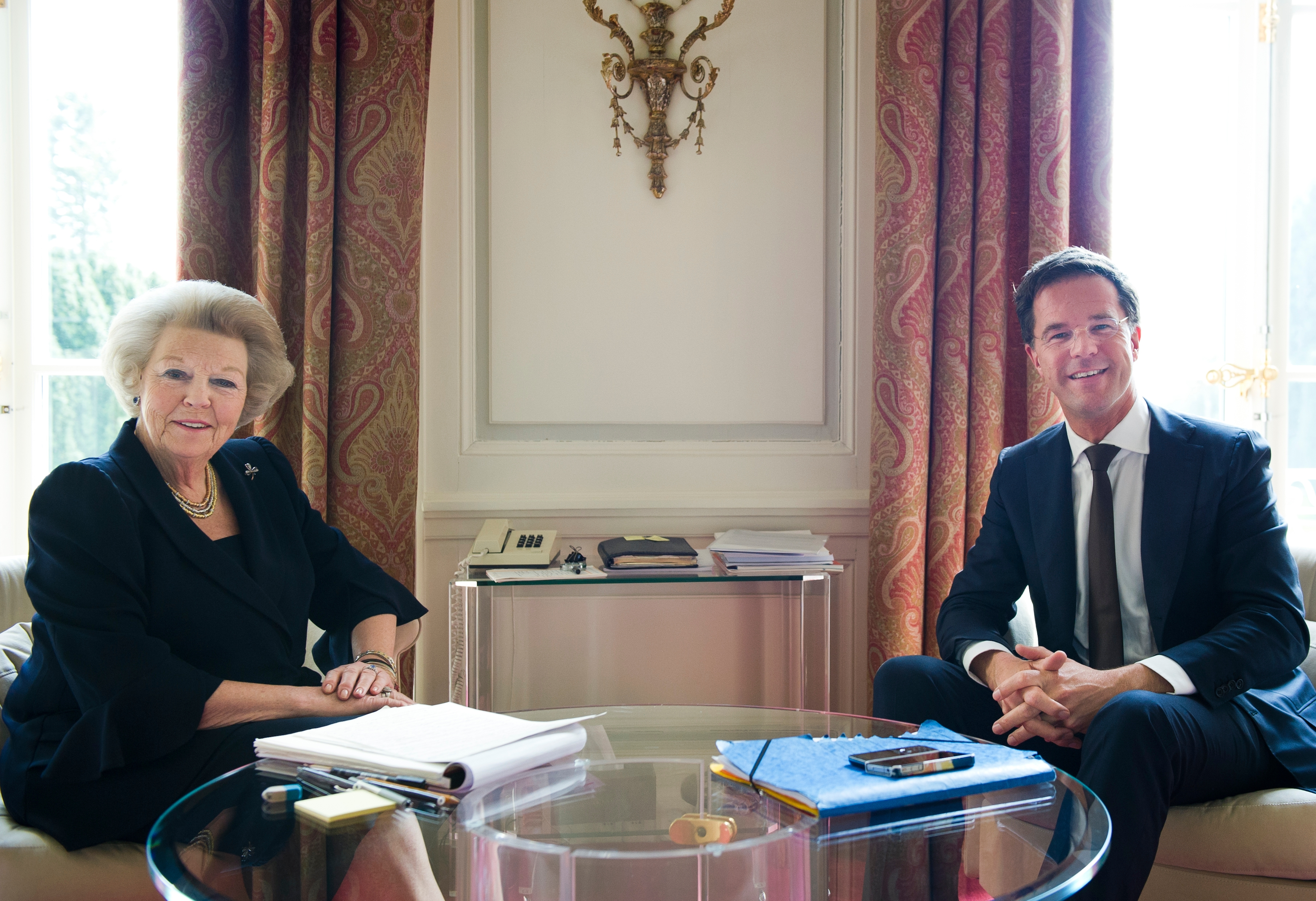
Ministerpräsident Mark Rutte vor seiner letzten Besprechung mit Königin Beatrix, die bald darauf abgedankt hat (2013)

Die Ministerverantwortlichkeit gilt im niederländischen Staatsrecht immer noch als Kern des demokratischen Rechtsstaates. Man kann vier Arten der Verantwortlichkeit unterscheiden:
- Die Verantwortlichkeit nach bürgerlichem Recht ist weiter nicht geregelt, es gelten die allgemeinen Bestimmungen. Der Staat ist eine juristische Person und damit verantwortlich für das, was seine Organe (wie die Minister) tun. Ein Minister kann auch als Person haftbar sein.
- Eine finanzielle Verantwortlichkeit fragt nach der Haftung für finanzielle Handlungen, wenn sie nicht durch den Haushalt gedeckt sind. Auch dies ist nicht sonderlich geregelt und von geringem Interesse in der Literatur.
- Die strafrechtliche Ministerverantwortlichkeit ist eher historisch von Bedeutung, als Schritt zur politischen.
- Politisch ist der Minister verantwortlich gegenüber dem Parlament. Verantwortlich ist der Minister für das eigene Handeln und das seiner Untergebenen, aber auch für das des Ministerrats (der Regierung, den Monarchen ausgenommen).[32][33]

Unter dem Begriff der Ministerverantwortlichkeit wird nicht zuletzt diskutiert, in welchem Rahmen die Regierung (oder der Ministerpräsident) verantwortlich ist für die Handlungen des Monarchen. So ist es schwierig, in der Realität zwischen dem König als Privatperson und dem König als Amtsträger zu unterscheiden. Wenn der König etwas privat sagt, kann es öffentlich werden und damit als Handlung in seiner öffentlichen Rolle interpretiert werden. Es liege am Ministerpräsidenten, so ein Kommentator, dem König zu verdeutlichen, inwieweit das private Auftreten des Königs das Staatsinteresse berührt.
Der unverletzliche König und die verantwortlichen Minister bilden eine Zweiheit. Der Unverletzlichkeit wegen muss geheim bleiben, was König und Minister miteinander besprechen; man spricht vom geheim van Noordeinde (Geheimnis von Noordeinde, dem königlichen Palast in Den Haag). Geschützt ist diese Geheimhaltungspflicht auch vor der Pflicht eines Ministers, dem Parlament Auskunft zu erteilen. Darüber hinaus gilt für Kammermitglieder, Journalisten und alle anderen Bürger der Brauch, den König zumindest nicht wörtlich zu zitieren.

## Belege
1. ↑  Wolfgang Reinhard: Geschichte der Staatsgewalt. Eine vergleichende Verfassungsgeschichte Europas von den Anfängen bis zur Gegenwart. 3. Auflage, C. H. Beck, München 2002 (1999), S. 179–181.
2. ↑  Julia Wuttke: Die Verantwortlichkeit von Regierungsmitgliedern in Deutschland und Frankreich. Carl Heymanns Verlag, Köln [u. a.] 2005 (Völkerrecht – Europarecht – Staatsrecht 35), S. 8.
3. ↑  Adolf Samuely: Das Prinzip der Ministerverantwortlichkeit in der constitutionellen Monarchie. Eine staatsrechtliche Abhandlung, Verlag von Julius Springer, Berlin 1869, S. 1.
4. ↑  Julia Wuttke: Die Verantwortlichkeit von Regierungsmitgliedern in Deutschland und Frankreich. Carl Heymanns Verlag, Köln 2005, S. 7.
5. ↑  Adolf Samuely: Das Prinzip der Ministerverantwortlichkeit in der constitutionellen Monarchie. Eine staatsrechtliche Abhandlung, Verlag von Julius Springer, Berlin 1869, S. 13.
6. ↑  Wolfgang Reinhard: Geschichte der Staatsgewalt. Eine vergleichende Verfassungsgeschichte Europas von den Anfängen bis zur Gegenwart. 3. Auflage, C. H. Beck, München 2002 (1999), S. 179–181.
7. ↑  Karel Rimanque: De grondwet toegelicht, gewikt en gewogen. Intersentia, Antwerpen / Groningen 1999, S. 184.
8. ↑  Karel Rimanque: De grondwet toegelicht, gewikt en gewogen. Intersentia, Antwerpen / Groningen 1999, S. 184.
9. ↑  Karel Rimanque: De grondwet toegelicht, gewikt en gewogen. Intersentia, Antwerpen / Groningen 1999, S. 193.
10. ↑  Vernon Bogdanor: The Monarchy and the Constitution. Clarendon, Oxford 1995, S. 5–7.
11. ↑  Vernon Bogdanor: The Monarchy and the Constitution. Clarendon, Oxford 1995, S. 8.
12. ↑  Vernon Bogdanor: The Monarchy and the Constitution. Clarendon, Oxford 1995, S. 9.
13. ↑  Vernon Bogdanor: The Monarchy and the Constitution. Clarendon, Oxford 1995, S. 11–13.
14. ↑  Vernon Bogdanor: The Monarchy and the Constitution. Clarendon, Oxford 1995, S. 14.
15. ↑  „The maxim of the British Constitution is that the Sovereign can do no wrong, but that does not mean that no wrong can be done by Royal authority; it means that if wrong be done, the public servant who advised the act, and not the Sovereign must be held answerable for the wrongdoing.“ Zitiert nach: Vernon Bogdanor: The Monarchy and the Constitution. Clarendon, Oxford 1995, S. 14.
16. ↑  Diederick Slijkerman: Het geheim van de ministeriële verantwoordelijkheid. De verhouding tussen koning, kabinet, Kamer en kiezer, 1848-1905. Bert Bakker: Amsterdam 2011, S. 14/15.
17. ↑  Julia Wuttke: Die Verantwortlichkeit von Regierungsmitgliedern in Deutschland und Frankreich. Carl Heymanns Verlag, Köln 2005, S. 25/26.
18. ↑  Julia Wuttke: Die Verantwortlichkeit von Regierungsmitgliedern in Deutschland und Frankreich. Carl Heymanns Verlag, Köln 2005, S. 26–29.
19. ↑  Peter Claus Hartmann: Französische Verfassungsgeschichte der Neuzeit: 1450-1980. Ein Überblick. Wissenschaftliche Buchgesellschaft Darmstadt 1988, S. 96.
20. ↑  Julia Wuttke: Die Verantwortlichkeit von Regierungsmitgliedern in Deutschland und Frankreich. Carl Heymanns Verlag, Köln 2005, S. 30/31.
21. ↑  Julia Wuttke: Die Verantwortlichkeit von Regierungsmitgliedern in Deutschland und Frankreich. Carl Heymanns Verlag, Köln 2005, S. 31/32.
22. ↑  B. P. Vermeulen: De Koning in het Nederlandse staatsrecht. Ars Aequi Libri, Nijmegen 2005, S. 16/20.
23. ↑  B. P. Vermeulen: De Koning in het Nederlandse staatsrecht. Ars Aequi Libri, Nijmegen 2005, S. 16.
24. ↑  B. P. Vermeulen: De Koning in het Nederlandse staatsrecht. Ars Aequi Libri, Nijmegen 2005, S. 17.
25. ↑  Diederick Slijkerman: Het geheim van de ministeriële verantwoordelijkheid. De verhouding tussen koning, kabinet, Kamer en kiezer, 1848-1905. Bert Bakker: Amsterdam 2011, S. 19/20.
26. ↑  B. P. Vermeulen: De Koning in het Nederlandse staatsrecht. Ars Aequi Libri, Nijmegen 2005, S. 17/18.
27. ↑  P. P. T. Bovend'Eert: Ministeriële verantwoordelijkheid. Ars Aequi Libri, Nijmegen 2002, S. 23.
28. ↑  P. P. T. Bovend'Eert: Ministeriële verantwoordelijkheid. Ars Aequi Libri 2002, Nijmegen, S. 25/26.
29. ↑  Diederick Slijkerman: Het geheim van de ministeriële verantwoordelijkheid. De verhouding tussen koning, kabinet, Kamer en kiezer, 1848-1905. Bert Bakker: Amsterdam 2011, S. 22.
30. ↑  B. P. Vermeulen: De Koning in het Nederlandse staatsrecht. Ars Aequi Libri, Nijmegen 2005, S. 18.
31. ↑  B. P. Vermeulen: De Koning in het Nederlandse staatsrecht. Ars Aequi Libri, Nijmegen 2005, S. 18/19.
32. ↑  B. P. Vermeulen: De Koning in het Nederlandse staatsrecht. Ars Aequi Libri, Nijmegen 2005, S. 61/62.
33. ↑  P. P. T. Bovend'Eert: Ministeriële verantwoordelijkheid. Ars Aequi Libri, Nijmegen 2002, S. 21.
34. ↑  B. P. Vermeulen: De Koning in het Nederlandse staatsrecht. Ars Aequi Libri, Nijmegen 2005, S. 66/67.
35. ↑  B. P. Vermeulen: De Koning in het Nederlandse staatsrecht. Ars Aequi Libri, Nijmegen 2005, S. 68.